# Canon de 194 mm modèle 1893-96
Le canon de 194 mm modèle 1893-96 est un canon naval construit au début du XXe siècle pour la Marine française. Il constitue l'armement principal de nombreux croiseurs cuirassés construits de 1900 à 1910.

## Caractéristiques
Le canon de 194 mm modèle 1893-96 est long de 8,120 mètres et pèse 12,682 tonnes au total. D'un diamètre intérieur (ou calibre) de 194 mm, son diamètre extérieur n'excède pas les 622 mm. La vitesse à la bouche est de 840 à 875 mètres par seconde, le projectile gardant une vitesse d'environ 653 à 679 mètres par seconde après avoir parcouru 2 000 mètres.

## Utilisation
Le canon de 194 mm modèle 1893-96 constitue l'armement principal des croiseurs cuirassés construits à partir de la fin des années 1890 : les Jeanne d'Arc, la classe Gueydon et la classe Gloire sont ainsi équipés chacun de deux tourelles simples : une à l'avant et l'autre à l'arrière. La classe Léon Gambetta est quant à elle équipée de deux tourelles doubles, réparties à l'avant et à l'arrière des navires.